# ترمس ملون
الترمس الملون (باللاتينية: Lupinus variicolor) نوع نباتي يتبع جنس الترمس من الفصيلة البقولية المعروفة بقدرتها على تثبيت النيتروجين الجوي من خلال بكتيريا المستجذرة.
موطنه المناطق الساحلية من ولاية كاليفورنيا الأمريكية إلى ولاية باخا كاليفورنيا في المكسيك.

## الوصف النباتي
نبات معمر شجيري أوراقه مركبة كفية، تضم كل واحدة منها عدة وريقات.